# Oricopis flavolineatus
Oricopis flavolineatus là một loài bọ cánh cứng trong họ Cerambycidae.